# Vara roșie din 1919

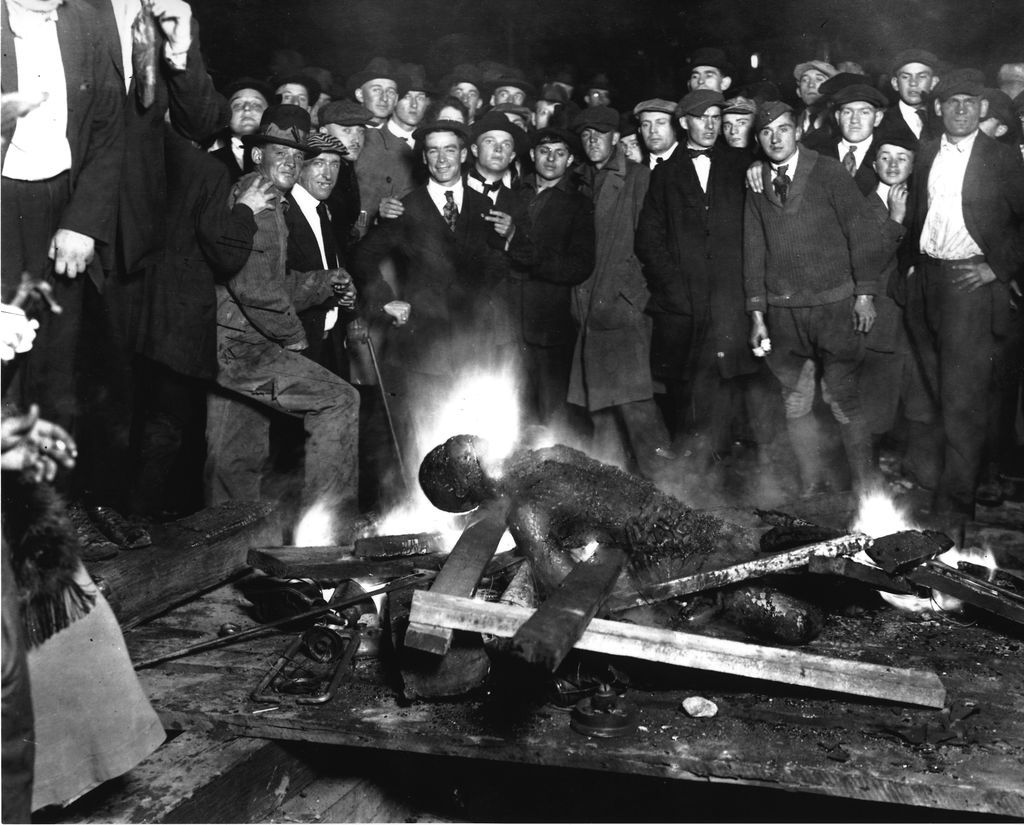
Afroamerican linșat în timpul violențelor din Omaha, Nebraska.

Vara roșie, termen folosit pentru prima oară de  James Weldon Johnson, desemnează perioada verii și toamnei anului 1919, perioadă caracterizată prin izbucnirea unor revolte rasiale în mai multe orașe, atât din sudul cât și din nordul Statelor Unite ale Americii. Cele mai violente episoade ale acestei serii de revolte au avut loc în Chicago, Washington, D.C. și Elaine, Arkansas.  În total au avut loc peste 30 de revolte cu caracter rasial, în timpul cărora afroamericanii au fost principalele victime ale atacurilor fizice. Printre cele mai importante astfel de revolte s-au numărat cele din:
- 10 mai –- Charleston, statul  Carolina de Sud
- 10 iulie -- Longview, statul  Texas
- 19 iulie –-  District of Columbia
- 27 iulie –– Chicago, statul  Illinois (Revolta rasială din Chicago (1919))
- 30 august –-  Knoxville, statul  Tennessee
- 28 septembrie –- Omaha, statul  Nebraska
- 1 octombrie –- Elaine, statul  Arkansas

Revoltele au fost declanșate de rasism, șomaj și inflație. Demobilizarea rapidă și lipsa unui control al prețurilor eficient au dus la inflație și șomaj, implicit la o competiție dintre albi și afro-americani pe piața muncii. Albii nu erau dispuși să permită persoanelor de culoare să concureze în mod  egal pentru puținele locuri de muncă. 
Revoltele au fost intensificate de prima panică roșie, afroamericanii care luptau pentru egalitate rasială au fost rapid etichetați drept "radicali".  Poetul comunist jamaican Claude McKay a scris poemul  "If We Must Die" Arhivat în 2 februarie 2007, la Wayback Machine. ca răspuns la situația creată în vara anului 1919.
Spre deosebire de revoltele rasiale de până atunci, cele din anul 1919 au fost acțiuni organizate ale minorității afro-americane.

## Cronologie
Prezenta cronologie este bazată pe Raportul Haynes, publicat în New York Times
| Dată     | Loc                         |
| -------- | --------------------------- |
| 10 mai   | Charleston, Carolina de Sud |
| 10 mai   | Sylvester, Georgia          |
| 29 mai   | Putnam County, Georgia      |
| 31 mai   | Monticello, Mississippi     |
| 13 iunie | New London, Connecticut     |
| 13 iunie | Memphis, Tennessee          |
| 27 iunie | Annapolis, Maryland         |
| 27 iunie | Macon, Mississippi          |
| 3 iulie  | Bisbee, Arizona             |
| 5 iulie  | Scranton, Pennsylvania      |
| 6 iulie  | Dublin, Georgia             |
| 7 iulie  | Philadelphia, Pennsylvania  |
| 8 iulie  | Coatesville, Pennsylvania   |
| 9 iulie  | Tuscaloosa, Alabama         |
| 10 iulie | Longview, Texas             |
| 11 iulie | Baltimore, Maryland         |
| 15 iulie | Port Arthur, Texas          |

| Dată          | Loc                        |
| ------------- | -------------------------- |
| 19 iulie      | Washington, D.C.           |
| 21 iulie      | Norfolk, Virginia          |
| 23 iulie      | New Orleans, Louisiana     |
| 23 iulie      | Darby, Pennsylvania        |
| 26 iulie      | Hobson City, Alabama       |
| 27 iulie      | Chicago, Illinois          |
| 28 iulie      | Newberry, Carolina de Sud  |
| 31 iulie      | Bloomington, Illinois      |
| 31 iulie      | Syracuse, New York         |
| 31 iulie      | Philadelphia, Pennsylvania |
| 4 august      | Hattiesburg, Mississippi   |
| 6 august      | Texarkana, Texas           |
| 21 august     | New York City, New York    |
| 29 august     | Ocmulgee, Georgia          |
| 30 august     | Knoxville, Tennessee       |
| 28 septembrie | Omaha, Nebraska            |
| 1 octombrie   | Elaine, Arkansas           |